# Aphis berteroae
Aphis berteroae är en insektsart. Aphis berteroae ingår i släktet Aphis och familjen långrörsbladlöss. Inga underarter finns listade i Catalogue of Life.